# Фолксваген
 Тази статия е за автомобилната марка.  За едноименния концерн вижте Фолксваген Груп.  
Volkswagen ([fɔlksˈvaːɡn̩], в превод от нем. — народен автомобил), съкратено VW ([faʊ̯ ˈveː]) е немска автомобилна търговска марка, една от многото, принадлежащи на концерна Volkswagen AG. Седалището ѝ се намира във Волфсбург. Основният пазар на концерна е Китай, който генерира 40% от продажбите и приходите.

## История
Историята на Volkswagen започва през есента на 1933 г. в една от залите на хотел „Кайзерхоф“ (на немски: Kaiserhof) в Берлин. Събеседниците са трима: Адолф Хитлер, Якоб Верлин (на немски: Jacob Werlin), представител на Daimler-Benz, и Фердинанд Порше. Хитлер поставя изискване: за немския народ да се създаде здрав, сигурен автомобил, „Volksauto“, струващ не повече от 1000 райхсмарки. Освен това, автомобилът трябва да се произвежда в нов завод, олицетворяващ „нова Германия“. На лист хартия той нахвърля скица, означава основните точки от програмата и пита за името на конструктора, който ще носи отговорността за изпълнението на правителственото задание. Якоб Верлин предлага кандидатурата на Фердинанд Порше. Наричат бъдещия автомобил „Volks-Wagen“ („народен автомобил“).
На 17 януари 1934 г. Фердинанд Порше изпраща чертежите на прототипа на народния автомобил, създаден на базата на разработения по-рано Porsche Typ 60, в Райхсканцеларията (правителството) на Германия.

## Програма за развитието на компанията
На 16 март 2021 г. компанията представя глобална програма за развитие през следващото десетилетие. Тя включва мащабни инвестиции в производството на батерии и постоянно нарастване частта на електромобилите сред продажбите на концерна. Главната цел на Volkswagen е да стане лидер на пазара на електромобили още към 2025 г.

## Галерия
- Volkswagen W12 Syncro Concept
- Porsche Typ 12 (1931)
- VW Typ 82 Kommandeurwagen
- VW Typ 82
- VW Typ 128 Schwimmwagen